# Deutsche Meisterschaften im Rennrodeln 2020

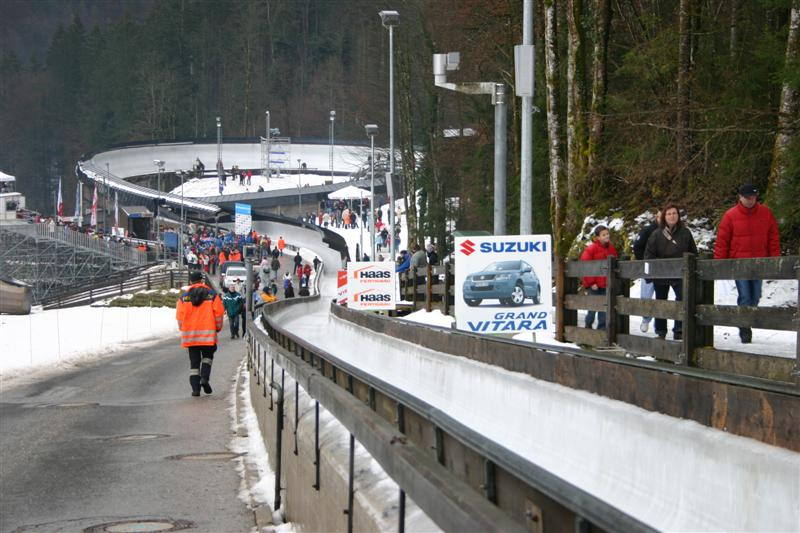
Kunsteisbahn Königssee

Die Deutschen Meisterschaften im Rennrodeln 2020 wurden am 21. November 2020 auf der Kunsteisbahn am Königssee ausgetragen.
Bei den vom Bob- und Schlittenverband für Deutschland organisierten nationalen Titelkämpfen fanden Wettbewerbe in den Einsitzern für Männer und Frauen, dem Doppelsitzer sowie in der Disziplin der Teamstaffel statt. Abgesehen von der Teamstaffel (lediglich ein Lauf) wurden alle Wettbewerbe in zwei Läufen entschieden. Die Titel gingen an Natalie Geisenberger im Einsitzer der Frauen, Felix Loch im Einsitzer der Männer und Tobias Wendl/Tobias Arlt im Doppelsitzer. Zum fünften Mal wurde bei Deutschen Meisterschaften eine Teamstaffel ausgetragen, diese gewann ebenfalls das Team Bayern um Geisenberger, Loch und Wendl/Arlt.
Die Rennen dienten als fünftes und abschließende Selektionsrennen der deutschen Rennrodelnationalmannschaft für die Weltcupsaison. Aufgrund der Leistungen der Vorsaison waren bereits Julia Taubitz (Einsitzer der Frauen) sowie Toni Eggert/Sascha Benecken und Tobias Wendl/Tobias Arlt (Doppelsitzer) gesetzt. Von Bundestrainer Loch wurden anschließend noch Natalie Geisenberger, Dajana Eitberger und Cheyenne Rosenthal für den Einsitzer der Frauen nominiert. Für den Einsitzer der Männer qualifizierten sich Felix Loch, Johannes Ludwig, Max Langenhan, Sebastian Bley sowie Moritz Bollmann; als drittes Doppelsitzerpaar wurden Hannes Orlamünder/Paul Gubitz in das Aufgebot berufen. Anna Berreiter (Frauen-Einsitzer), Chris Eißler (Männer-Einsitzer) sowie Robin Geueke/David Gamm und Max Ewald/Jakob Jannusch (Doppelsitzer) verpassten die Qualifikation.

## Titelverteidiger
Bei den Deutschen Meisterschaften im Rennrodeln im Dezember 2019 auf der Rennrodelbahn im thüringischen Oberhof siegten Julia Taubitz im Einsitzer der Frauen, Johannes Ludwig im Einsitzer der Männer sowie Toni Eggert/Sascha Benecken im Doppelsitzer der Männer. Den Sieg in der Teamstaffel sicherte sich das Team Thüringen 1 um Julia Taubitz, Sebastian Bley und Toni Eggert/Sascha Benecken.

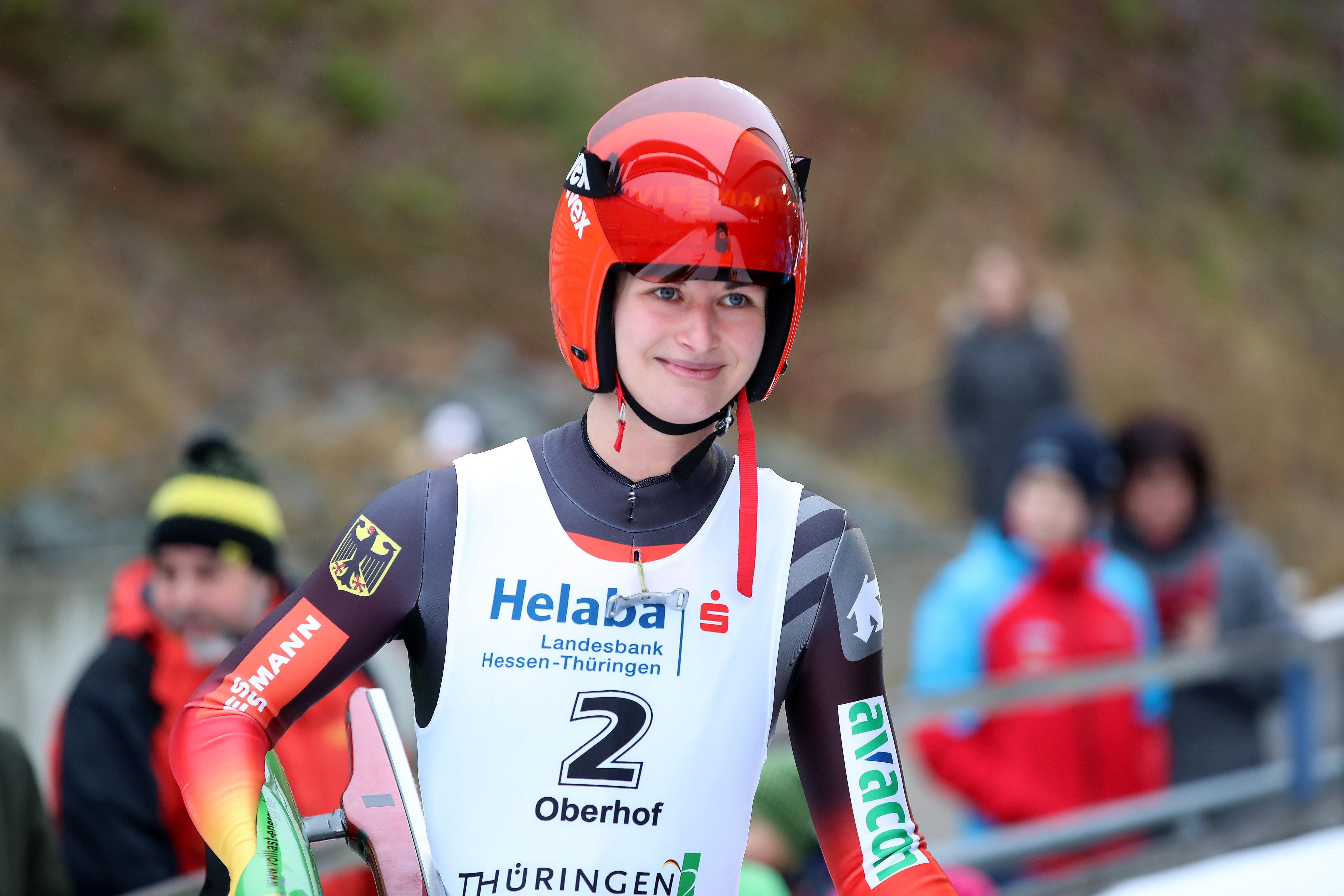
Taubitz
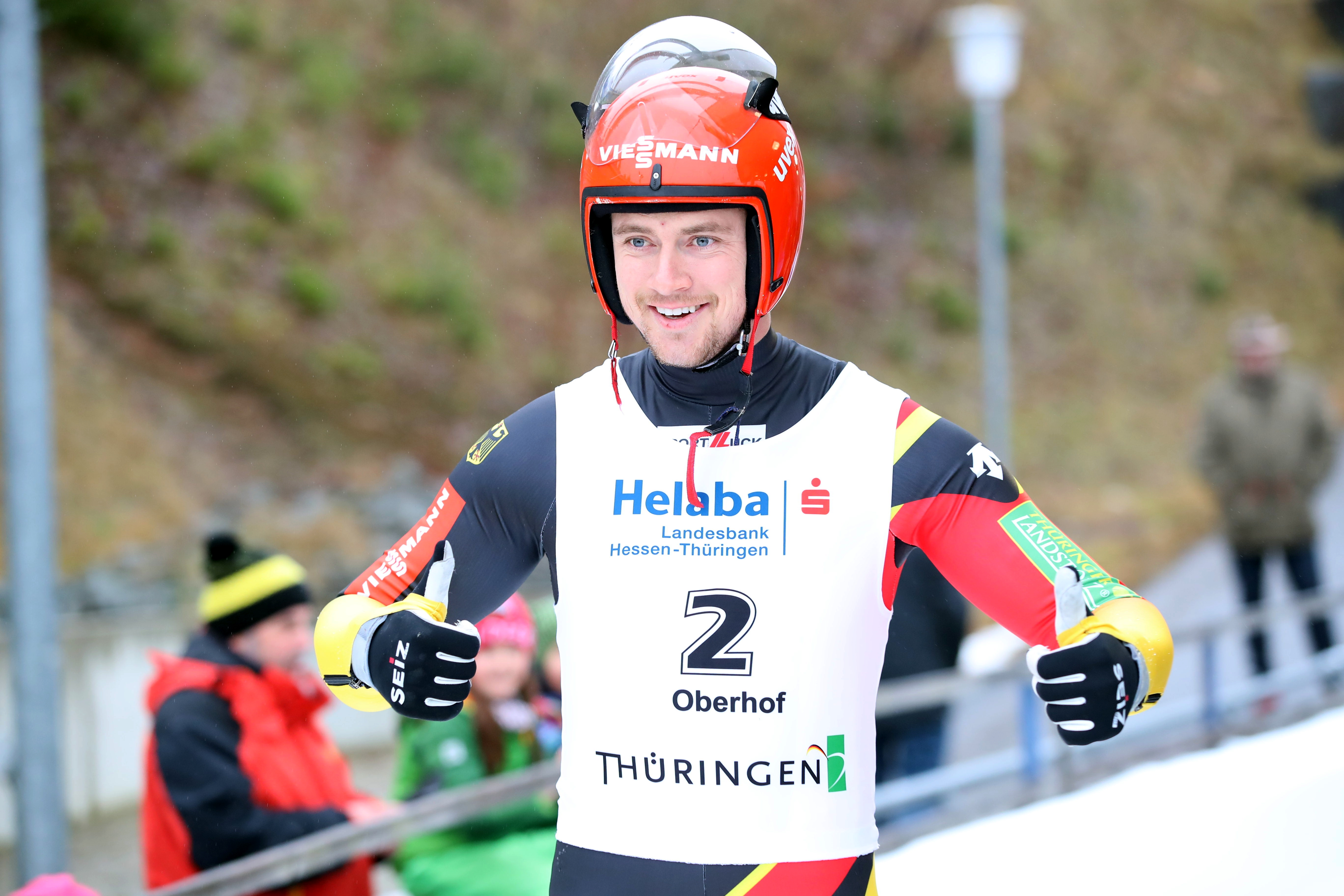
Ludwig
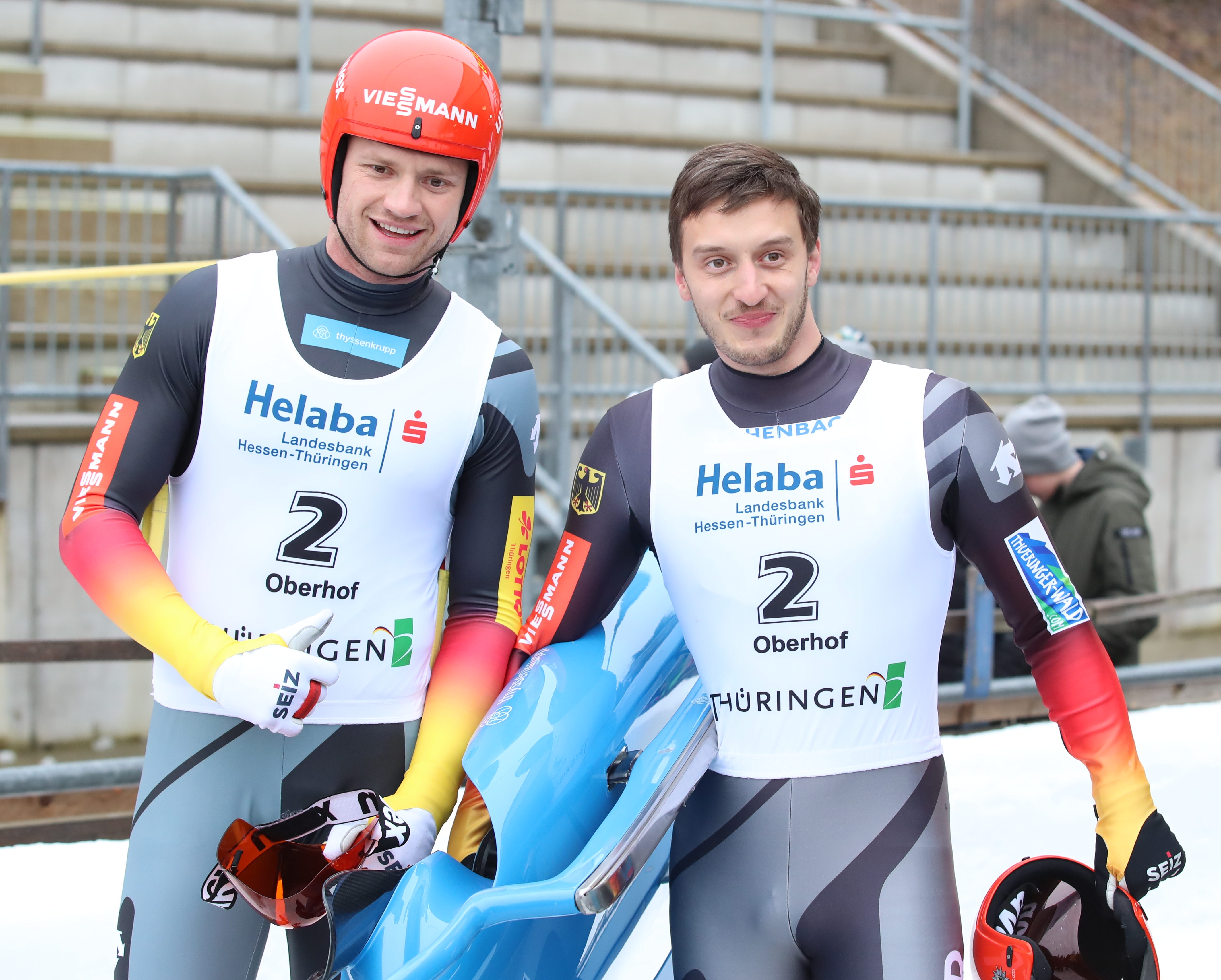
Eggert/Benecken
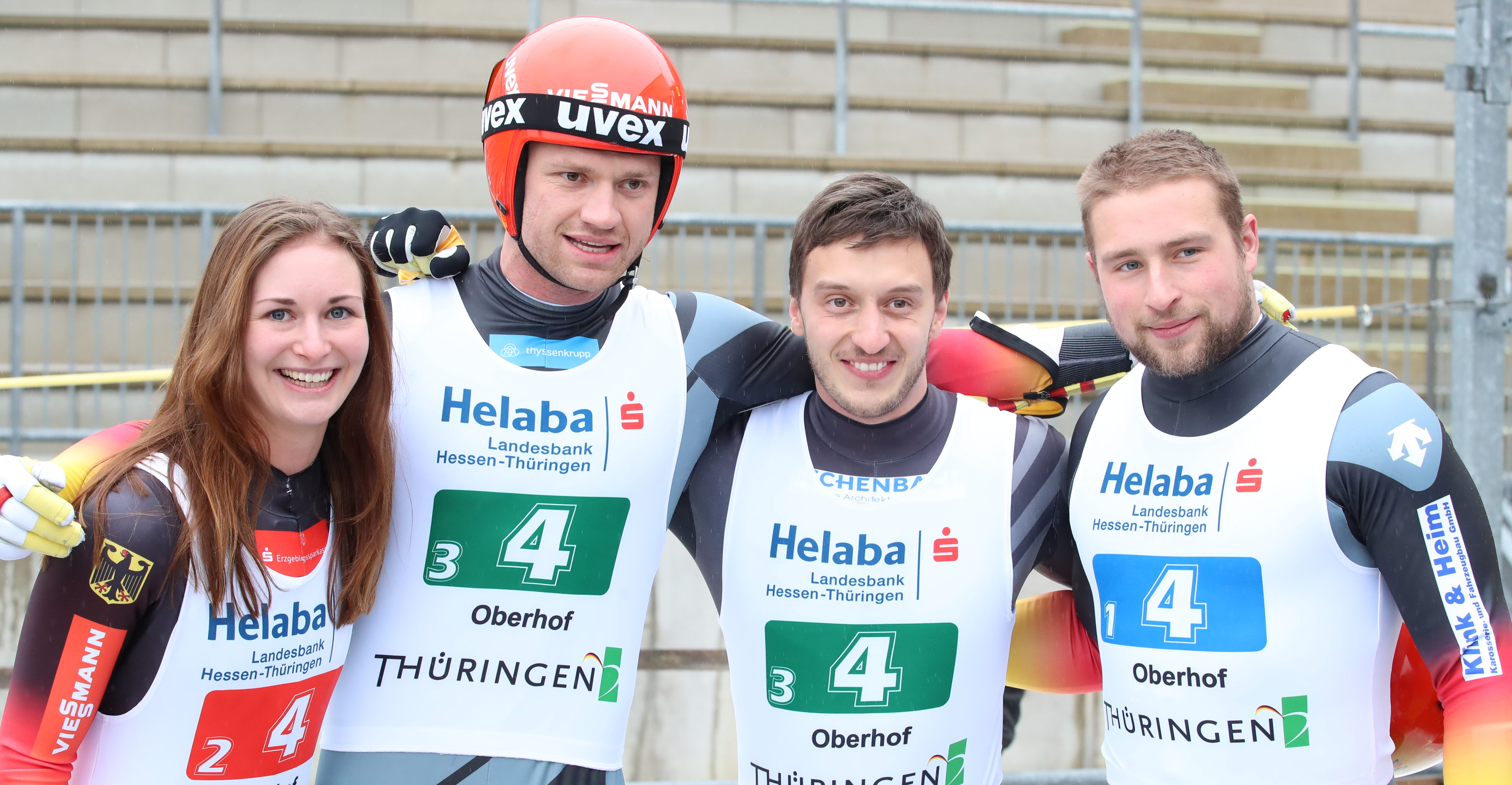
Taubitz, Eggert/Benecken und Bley

## Ergebnisse

### Einsitzer der Frauen
| Platz | Sportlerin           | Verein                        | Laufzeiten        | Zeit         |
| ----- | -------------------- | ----------------------------- | ----------------- | ------------ |
| 1     | Natalie Geisenberger | ASV Miesbach                  | 50,802 s 50,733 s | 1:41,558 min |
| 2     | Julia Taubitz        | WSC Erzgebirge Oberwiesenthal | 50,792 s 50,766 s | 1:+0,023 s   |
| 3     | Dajana Eitberger     | RC Ilmenau                    | 51,039 s 51,213 s | 1:+0,717 s   |
| 4     | Cheyenne Rosenthal   | BSC Winterberg                | 51,115 s 51,190 s | 1:+0,770 s   |
| 5     | Anna Berreiter       | RC Berchtesgaden              | 51,831 s 51,905 s | 1:+1,127 s   |

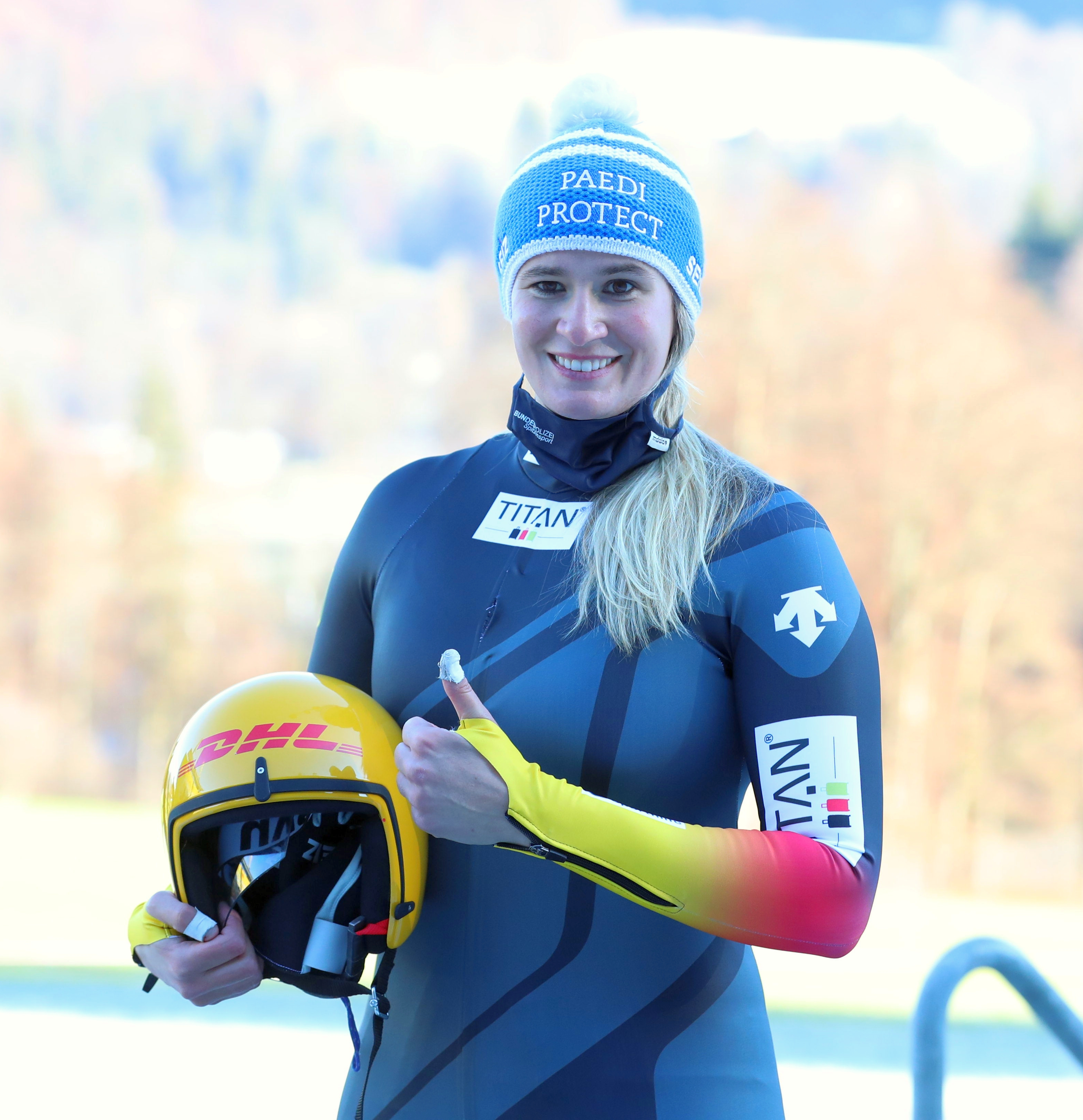
Natalie Geisenberger, Deutsche Meisterin

Natalie Geisenberger, die nach einer einjährigen Babypause in die Rennrodelnationalmannschaft zurückgekehrt war, gewann mit einem Vorsprung von rund zwei Hundertstelsekunden ihren siebten Titel bei den Deutschen Meisterschaften. Auf den zweiten Platz fuhr die Gesamtweltcupsiegerin und Deutsche Meisterin der vergangenen Saison, Julia Taubitz. Mit einem Rückstand von mehr als sieben Zehntelsekunden folgte Dajana Eitberger, die ebenfalls nach einer einjährigen Babypause ihren ersten Wettkampf bestritt, auf dem Bronzerang. Platz 4 erreichte, wie im Vorjahr, Cheyenne Rosenthal. Anna Berreiter kam mit einem Rückstand von mehr als einer Sekunden auf den fünften und letzten Platz ins Ziel.

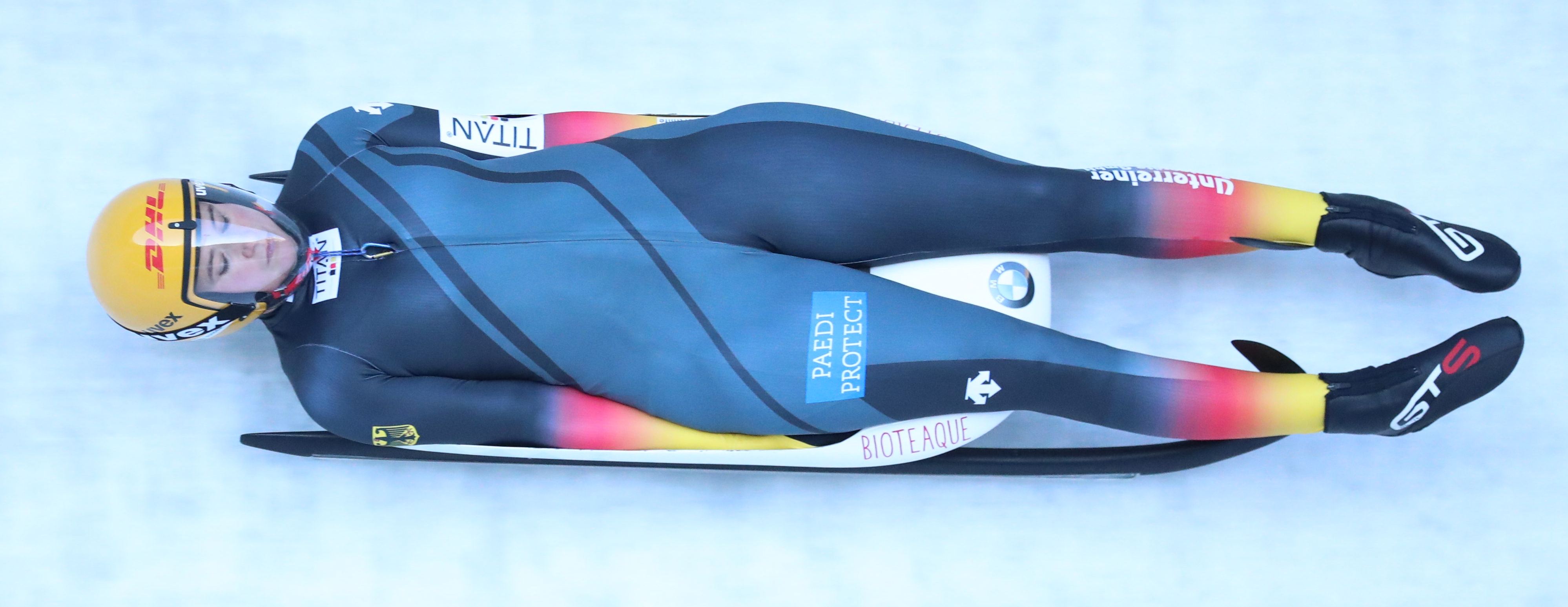
Geisenberger
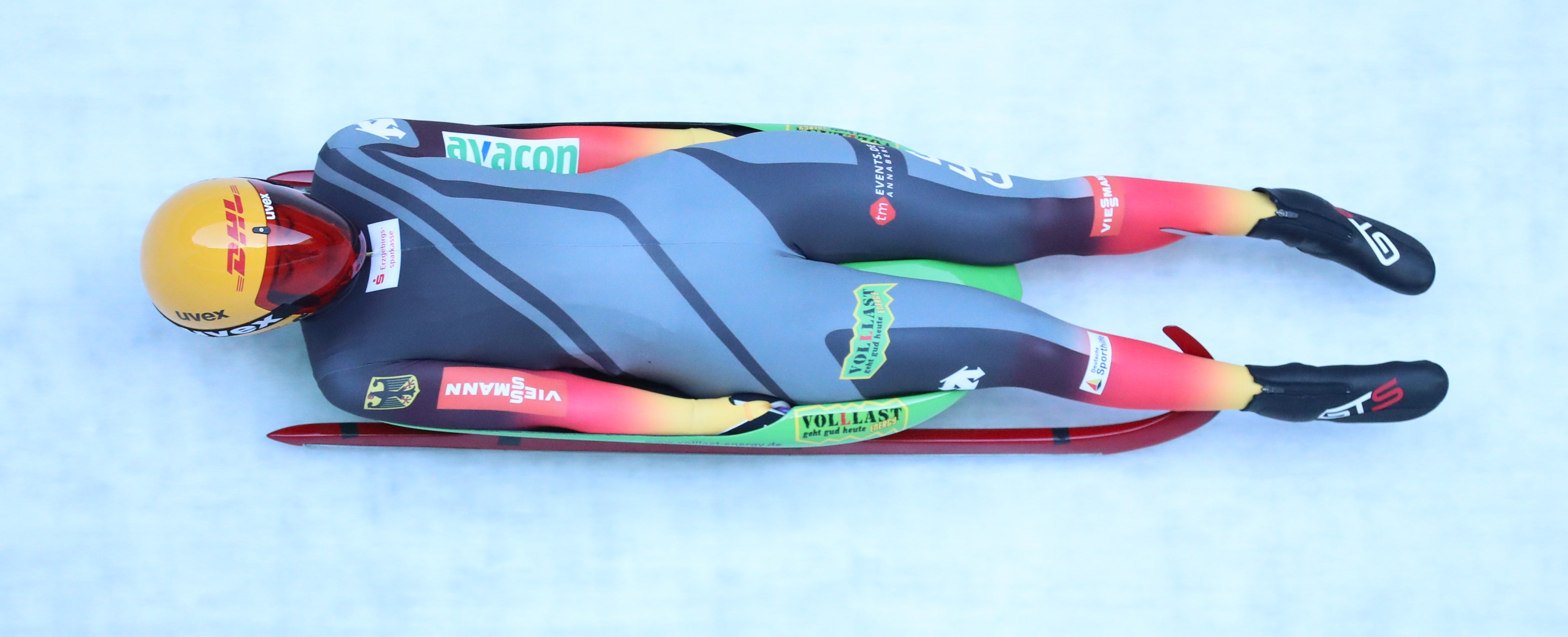
Taubitz
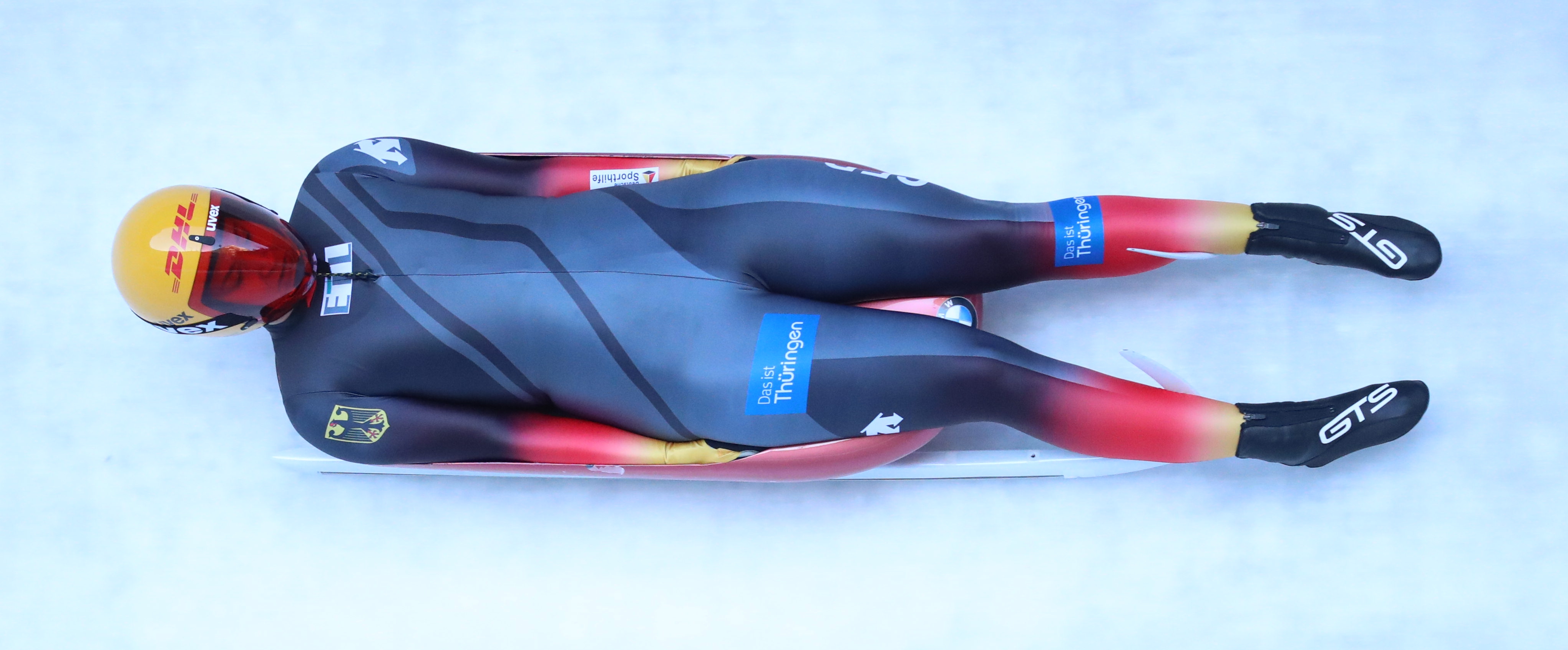
Eitberger
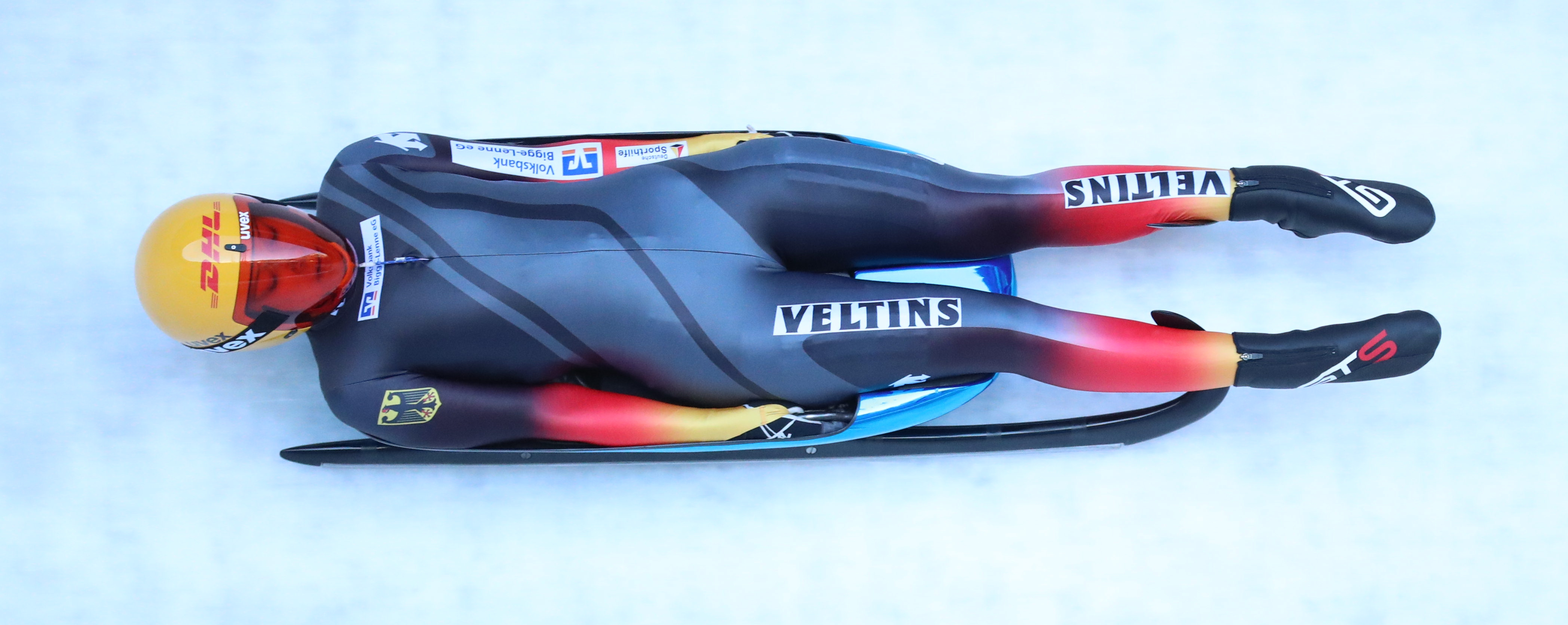
Rosenthal
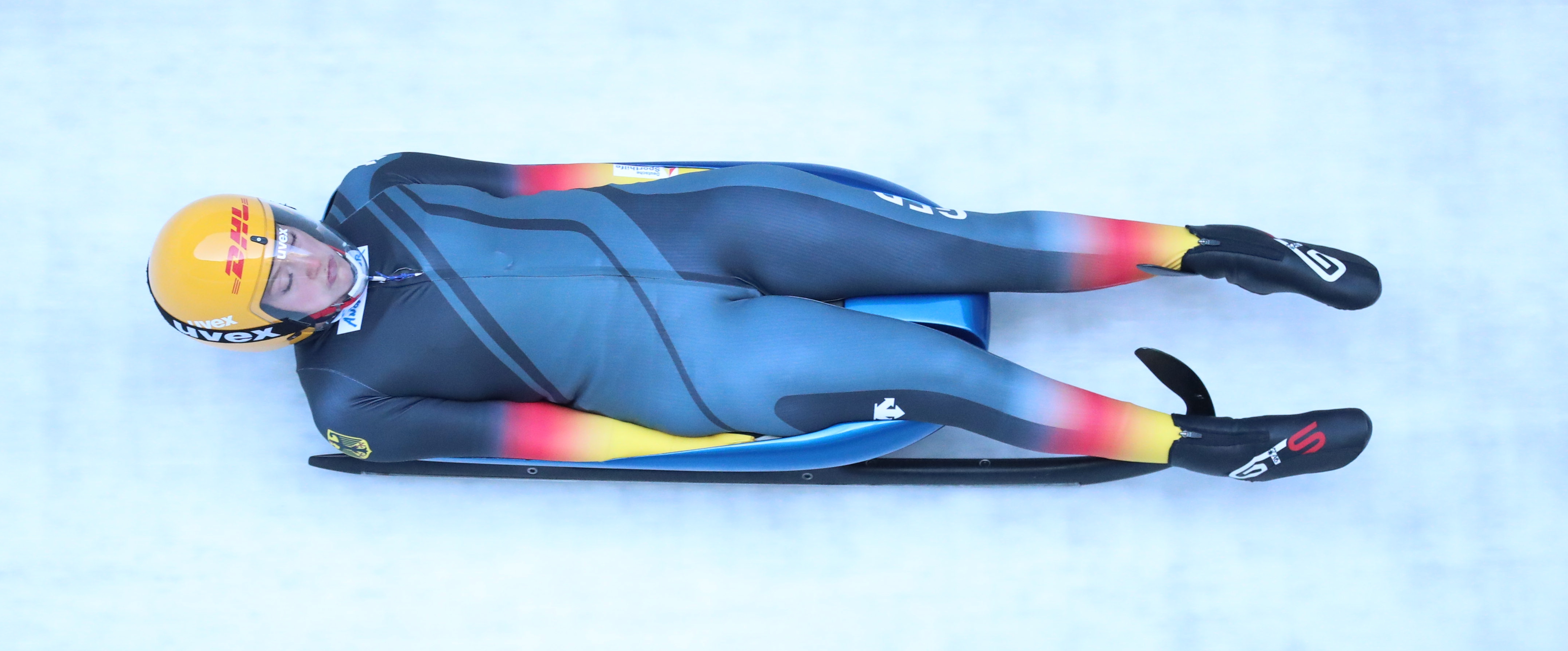
Berreiter

### Einsitzer der Männer
| Platz | Sportler        | Verein                | Laufzeiten        | Zeit         |
| ----- | --------------- | --------------------- | ----------------- | ------------ |
| 1     | Felix Loch      | RC Berchtesgaden      | 49,572 s 49,456 s | 1:39,028 min |
| 2     | Johannes Ludwig | BSR Rennsteig Oberhof | 49,766 s 49,770 s | 1:+0,508 s   |
| 3     | Max Langenhan   | BRC 05 Friedrichroda  | 49,895 s 50,086 s | 1:+0,953 s   |
| 4     | Sebastian Bley  | RT Suhl               | 50,049 s 50,004 s | 1:+1,025 s   |
| 5     | Chris Eißler    | ESV Lok Zwickau       | 50,214 s 50,117 s | 1:+1,303 s   |
| 6     | Moritz Bollmann | RRV Sonneberg         | 50,568 s 50,549 s | 1:+2,089 s   |

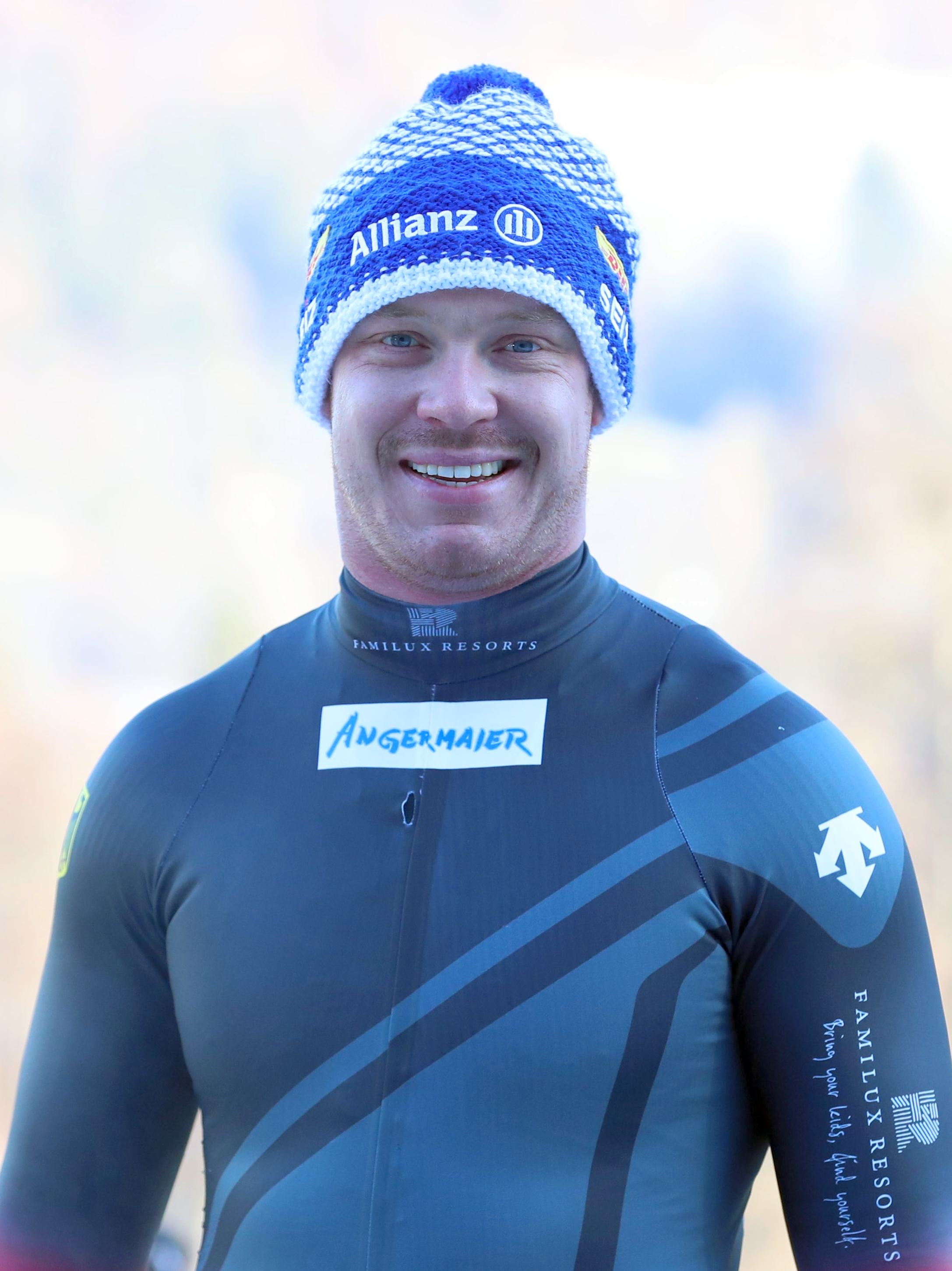
Felix Loch, Deutscher Meister

Den Titel sicherte sich der Vizemeister des Vorjahres, Felix Loch, überlegen mit einem Vorsprung von mehr als einer halben Sekunde vor Johannes Ludwig, der im ersten Lauf einen neuen Startrekord aufstellte und diesen im zweiten Lauf nur um eine Tausendstelsekunde verfehlte. Den Bronzerang sicherte sich Max Langenhan, der bereits mehr fast eine Sekunde Rückstand auf Loch hatte. Vierter wurde Sebastian Bley, auf Platz 5 fuhr Chris Eißler. Mit einem Rückstand von mehr als zwei Sekunden kam Moritz Bollmann als Sechster und Letzter ins Ziel.

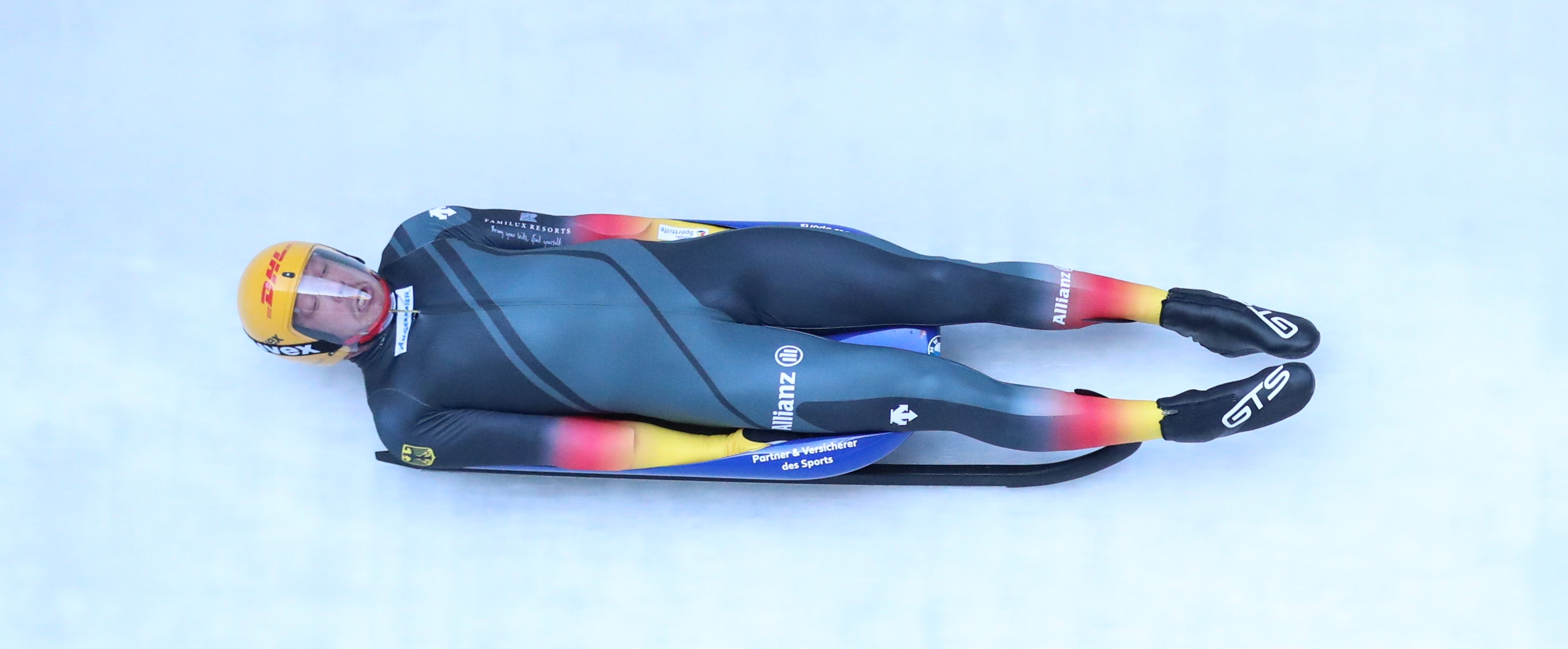
Loch
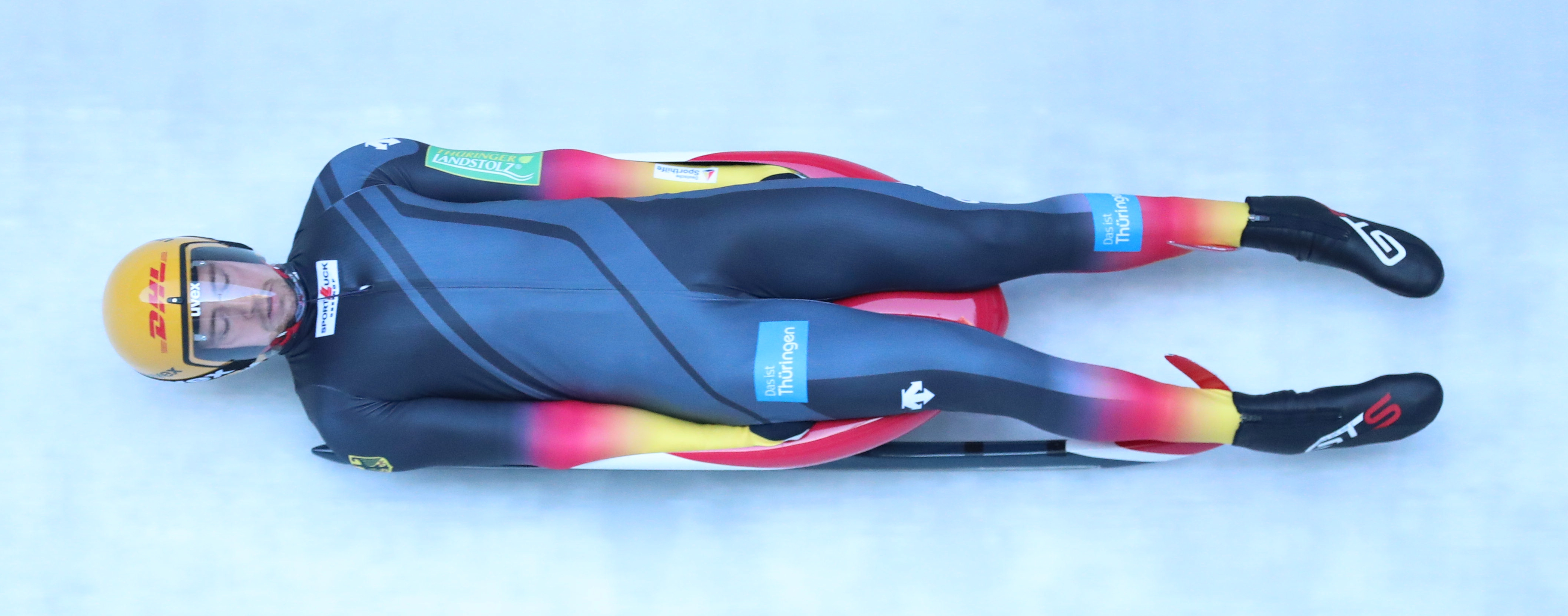
Ludwig
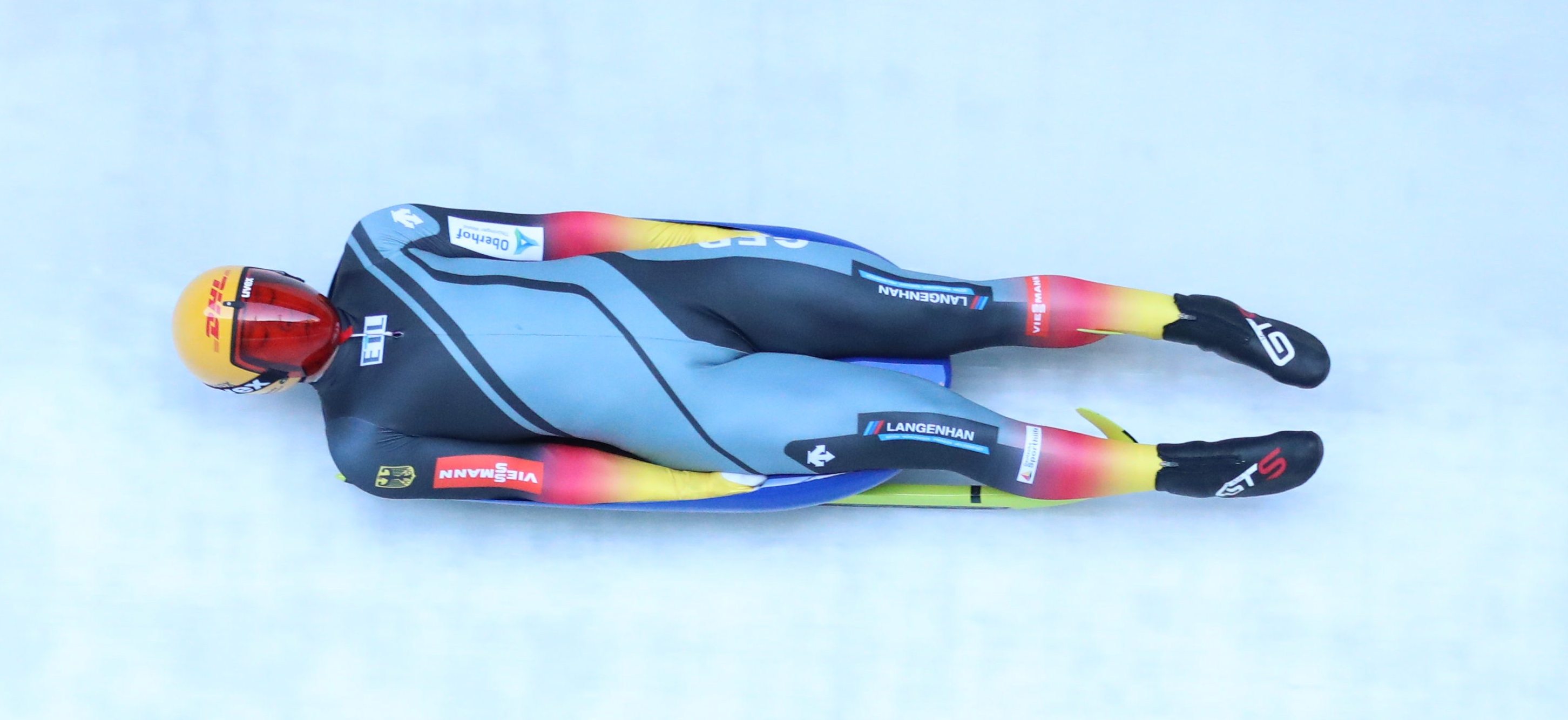
Langenhan
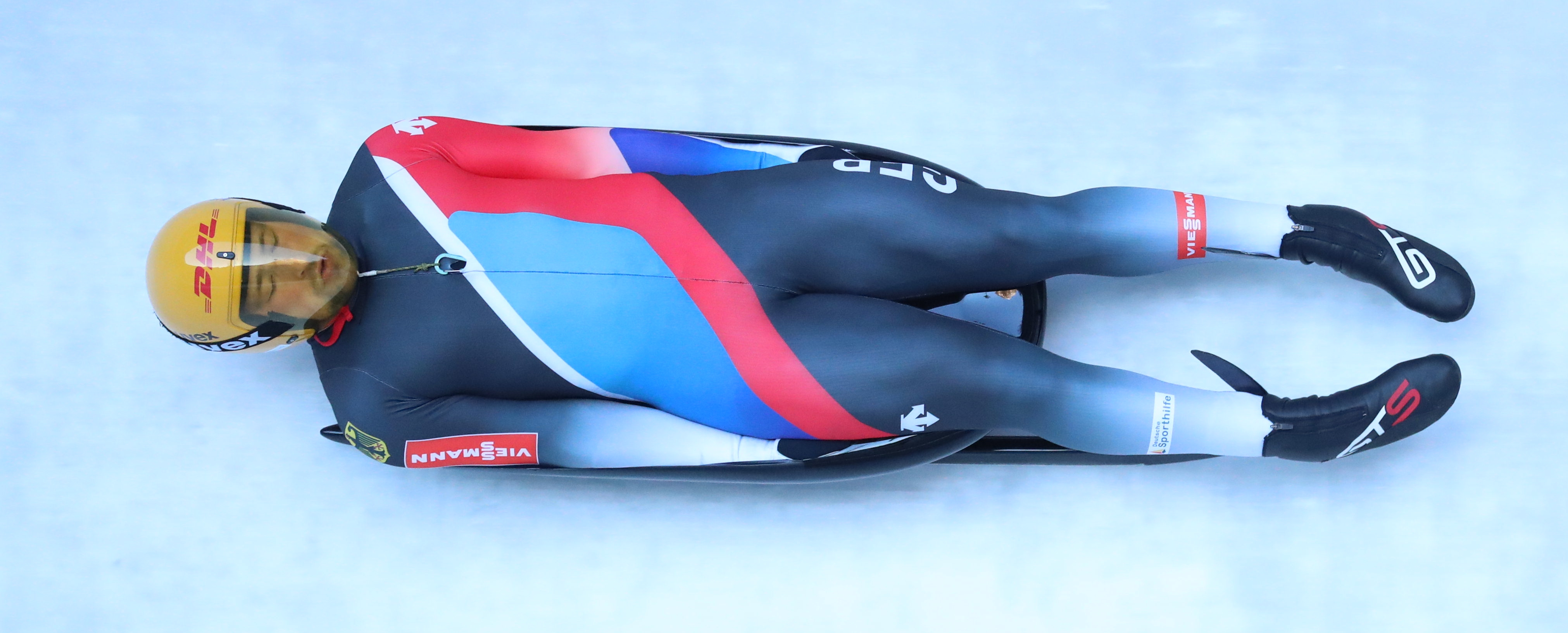
Bley
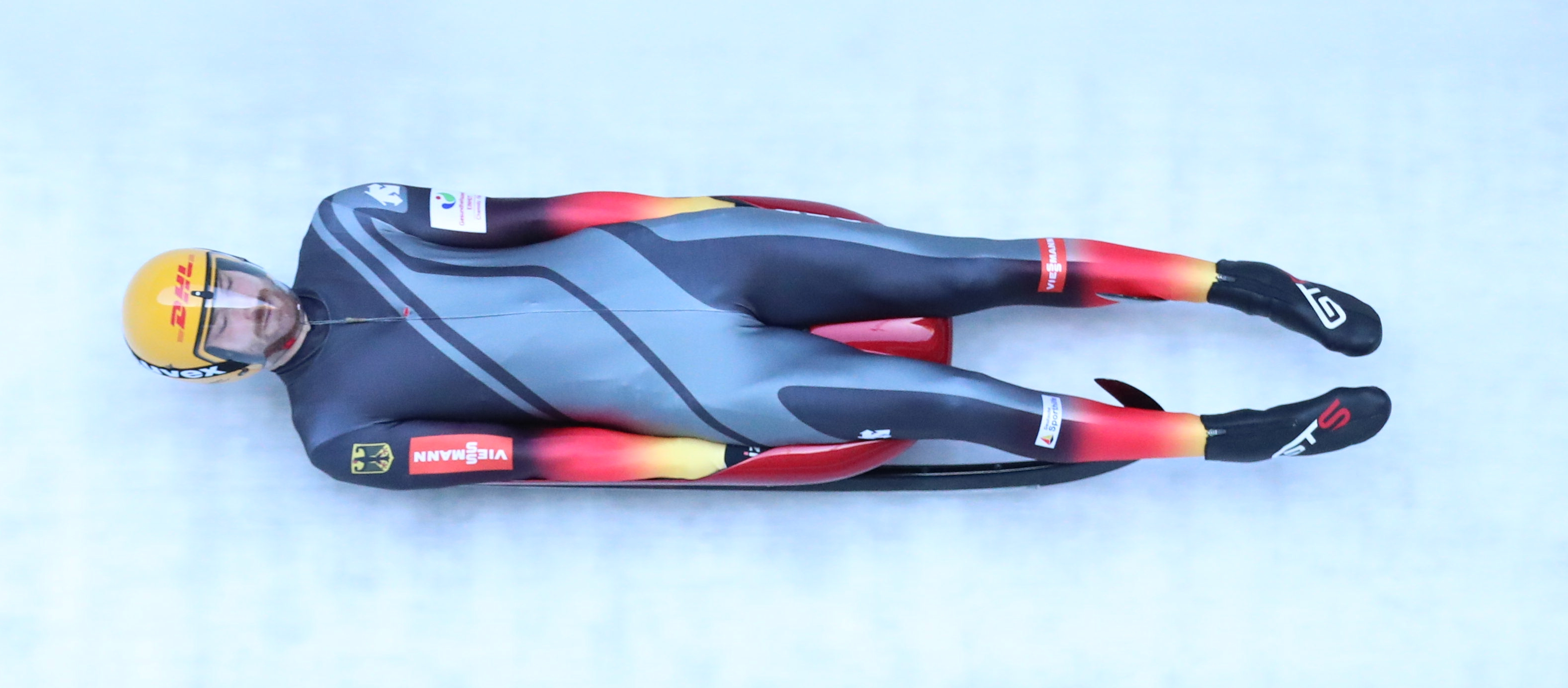
Eißler
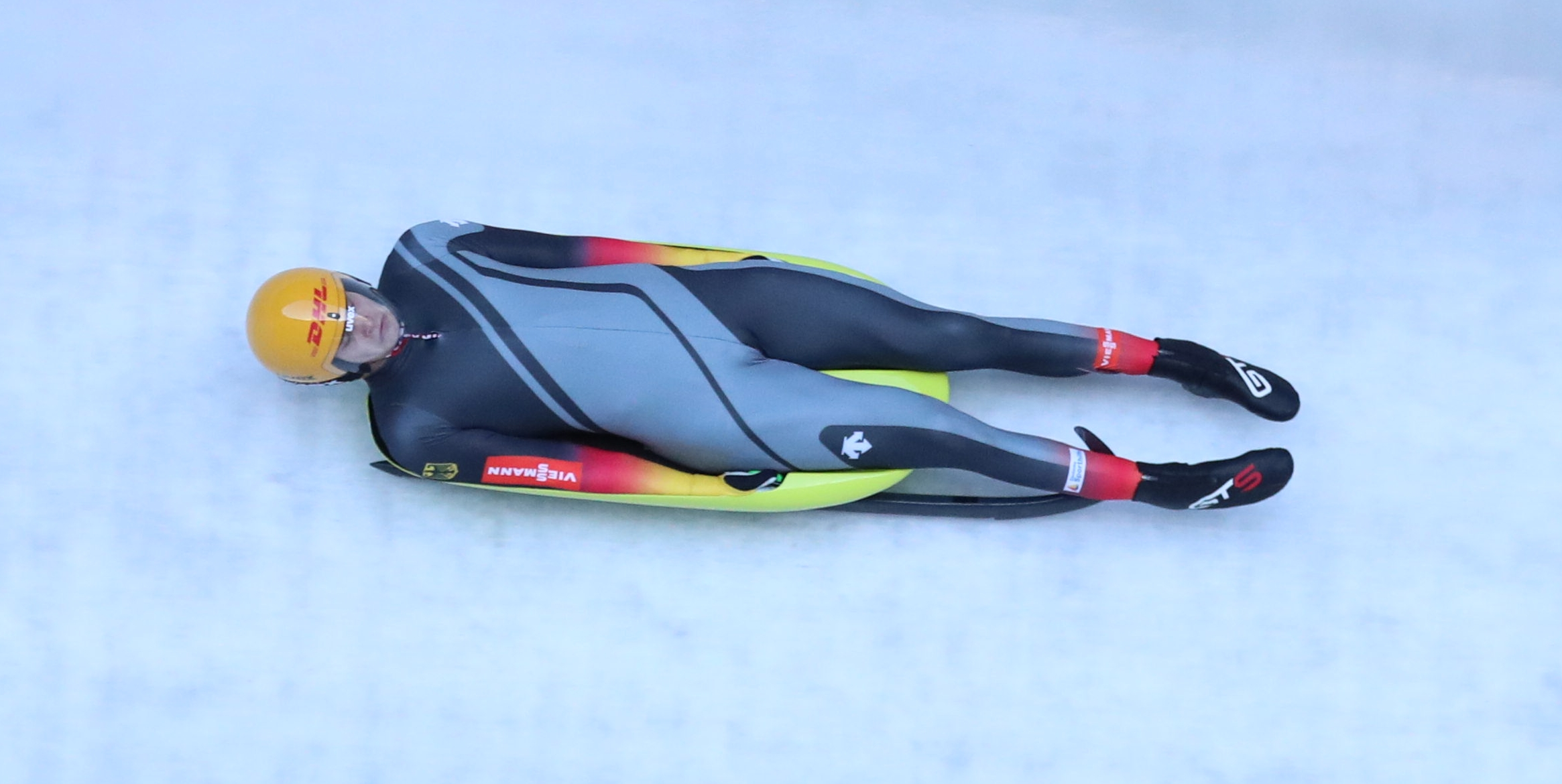
Bollmann

### Doppelsitzer
| Platz | Sportler                      | Verein                         | Laufzeiten        | Zeit         |
| ----- | ----------------------------- | ------------------------------ | ----------------- | ------------ |
| 1     | Tobias Wendl/Tobias Arlt      | RC Berchtesgaden/WSV Königssee | 50,600 s 50,483 s | 1:41,083 min |
| 2     | Toni Eggert/Sascha Benecken   | BRC Ilsenburg/RT Suhl          | 50,537 s 50,596 s | 1:+0,050 s   |
| 3     | Robin Geueke/David Gamm       | BSC Winterberg                 | 50,703 s 50,603 s | 1:+0,223 s   |
| 4     | Hannes Orlamünder/Paul Gubitz | RRC Zella-Mehlis               | 50,962 s 50,990 s | 1:+0,869 s   |
| 5     | Max Ewald/Jakob Jannusch      | RT Suhl/RRV Sonneberg          | 51,354 s 51,230 s | 1:+1,501 s   |

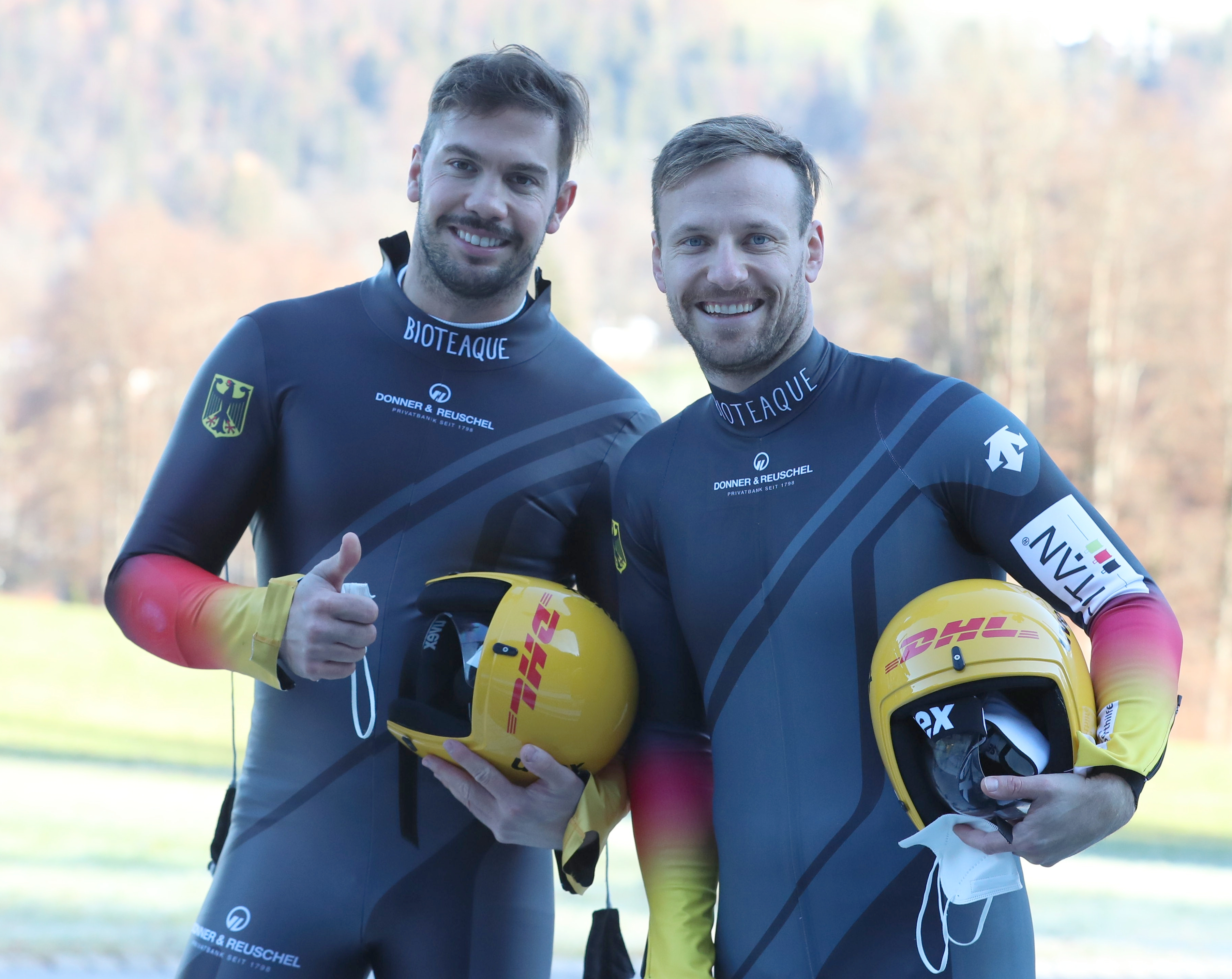
Tobias Wendl und Tobias Arlt, Deutsche Meister

Es gewannen Tobias Wendl und Tobias Arlt, die mit einem starken zweiten Lauf auf ihrer Heimbahn nicht zu schlagen waren. Die Vorjahresmeister Toni Eggert und Sascha Benecken sicherten sich Platz, Dritte wurden Robin Geueke und David Gamm mit einem Rückstand von etwas mehr als zwei Zehntelsekunden. Auf Rang 4 kamen Hannes Orlamünder und Paul Gubitz mit einem deutlichen Rückstand ins Ziel, das Nachwuchsdoppelsitzerpaar Max Ewald und Jakob Jannusch folgte ihnen auf Rang 5.

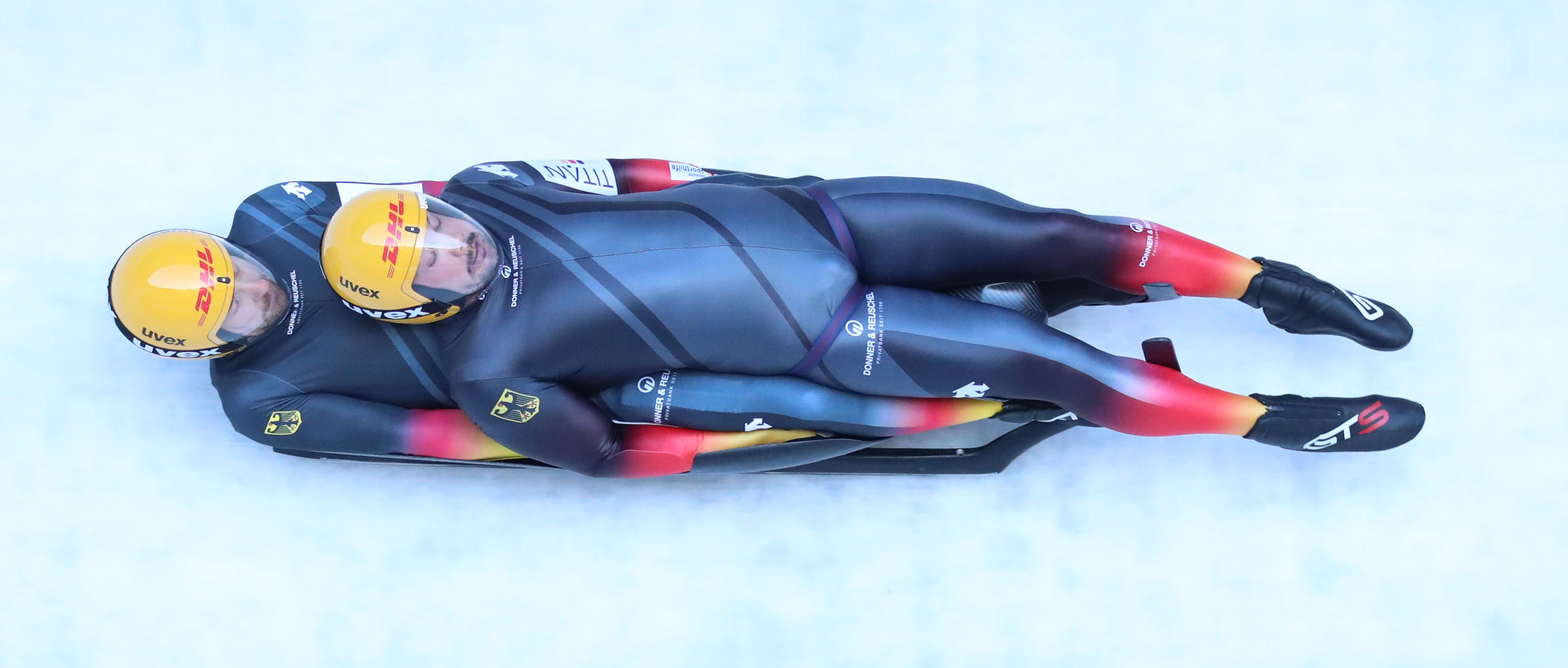
Wendl/Arlt
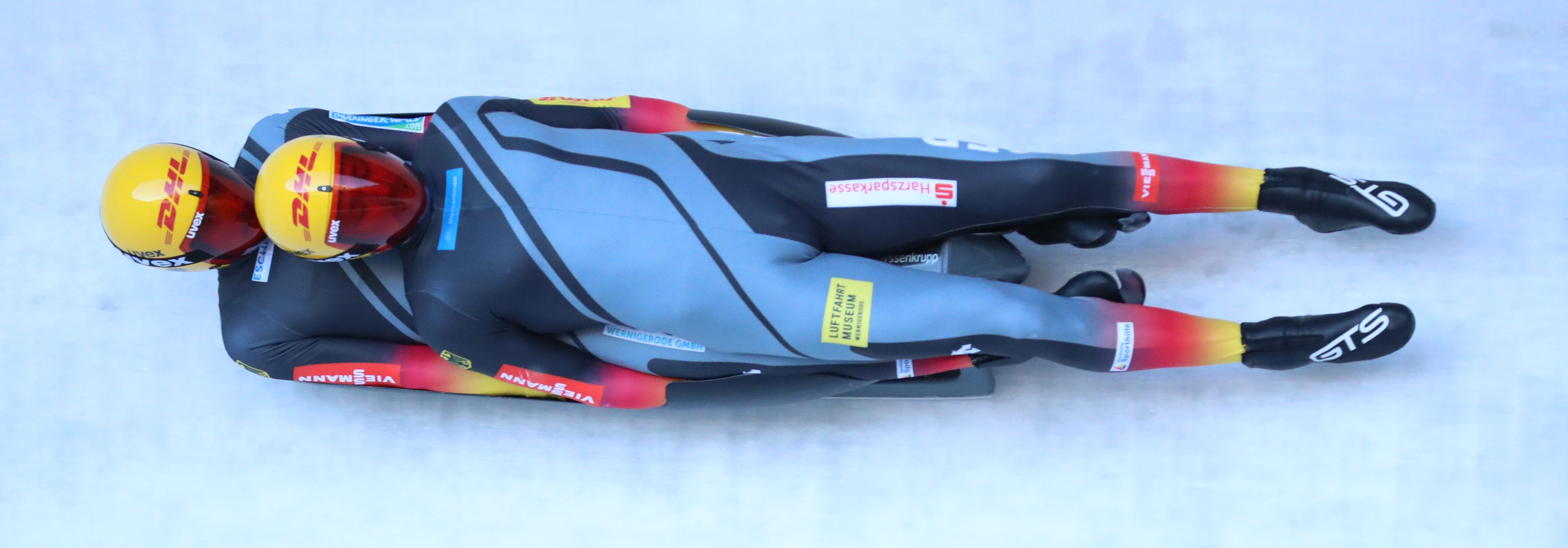
Eggert/Benecken
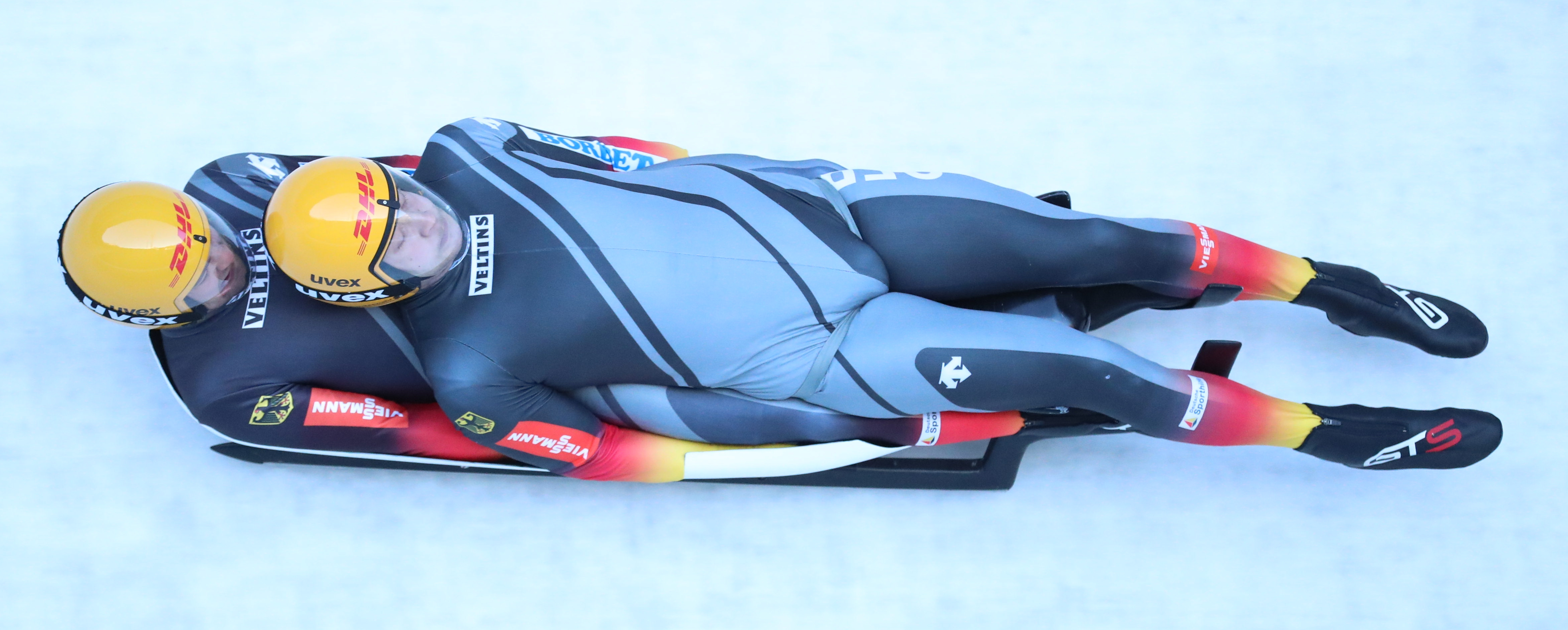
Geueke/Gamm
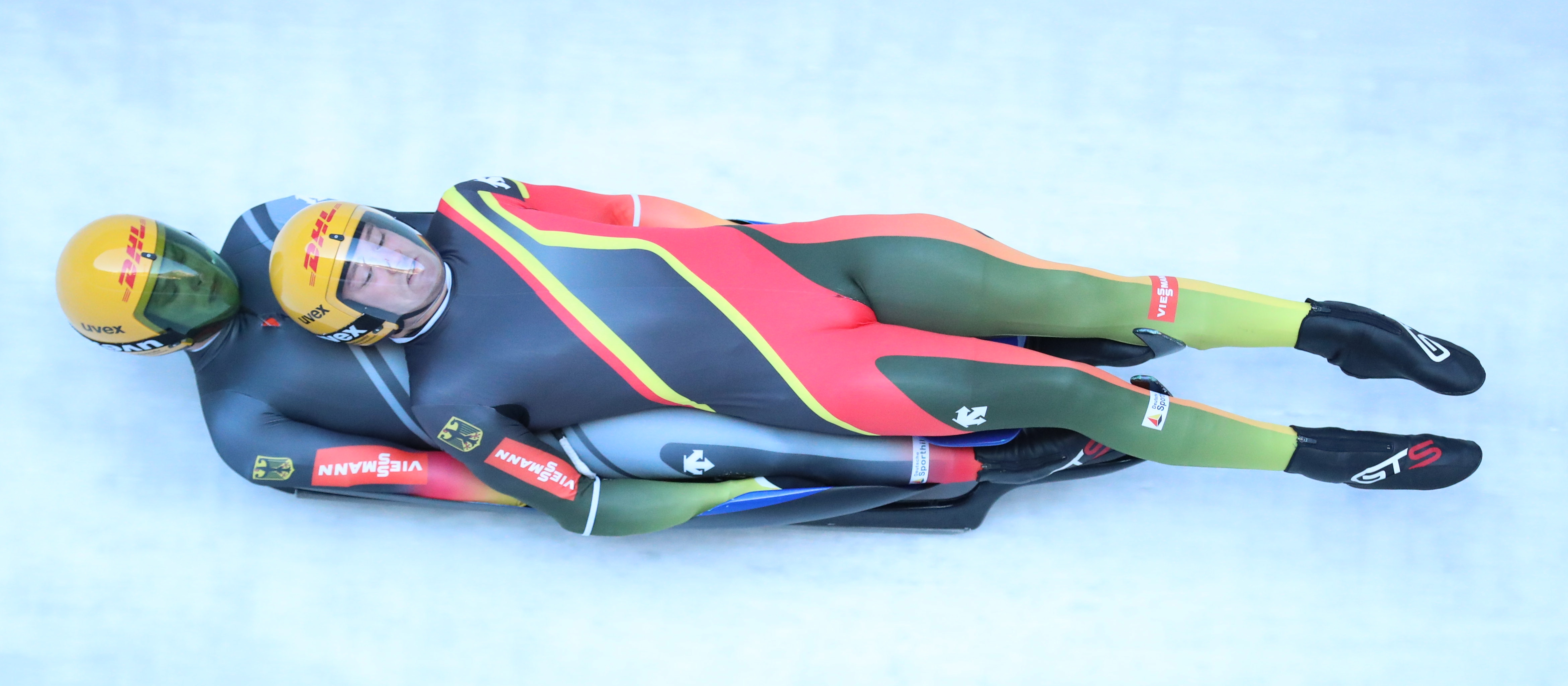
Orlamünder/Gubitz
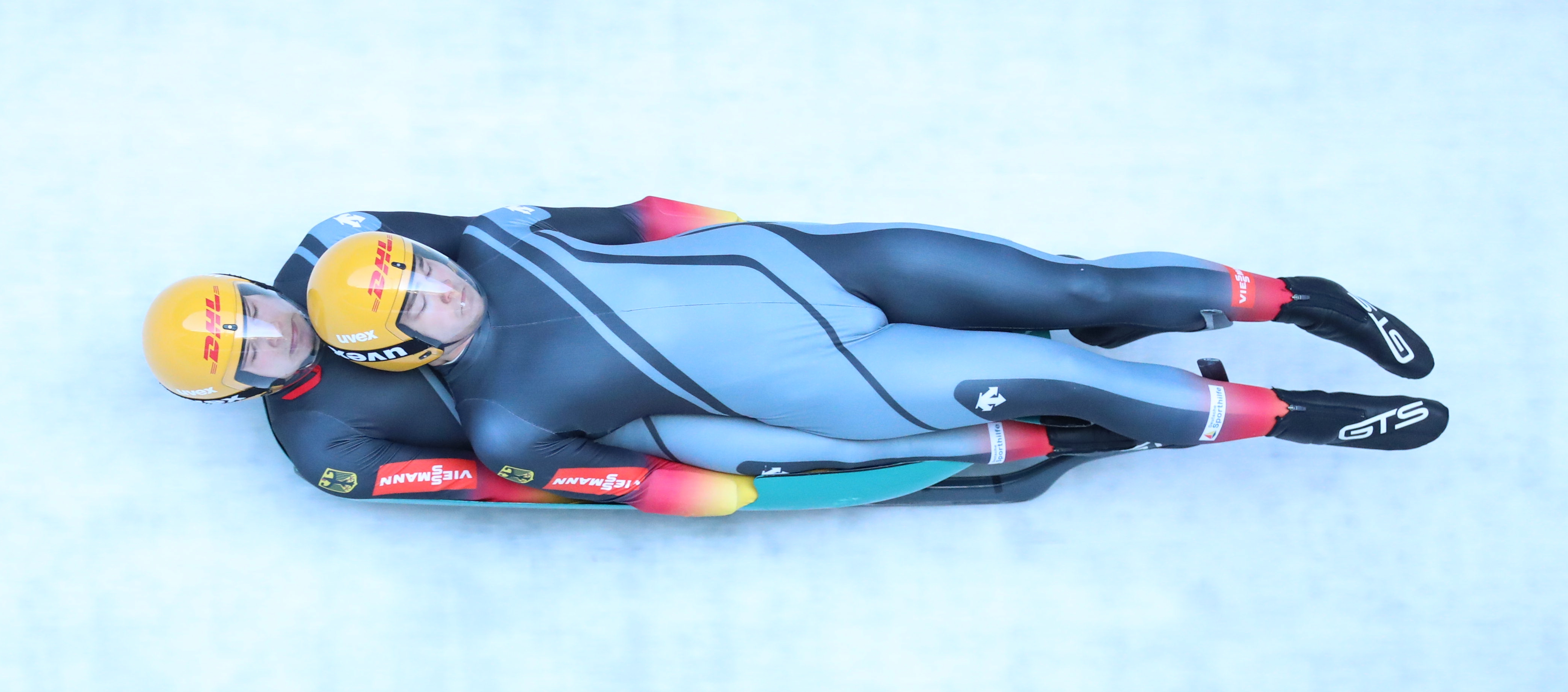
Ewald/Jannusch

### Teamstaffel
| Platz | Sportler                                                    | Verein                                                               | Laufzeiten                 | Zeit         |
| ----- | ----------------------------------------------------------- | -------------------------------------------------------------------- | -------------------------- | ------------ |
| 1     | Natalie Geisenberger Felix Loch Tobias Wendl/Tobias Arlt    | ASV Miesbach RC Berchtesgaden /WSV Königssee                         | 53,054 s 54,632 s 55,215 s | 2:42,901 min |
| 2     | Julia Taubitz Johannes Ludwig Hannes Orlamünder/Paul Gubitz | WSC Erzgebirge Oberwiesenthal BSR Rennsteig Oberhof RRC Zella-Mehlis | 53,098 s 54,900 s 55,723 s | +0,820 s     |
| 3     | Cheyenne Rosenthal Chris Eißler Robin Geueke/David Gamm     | BSC Winterberg ESV Lok Zwickau BSC Winterberg                        | 53,623 s 55,108 s 55,466 s | +1,296 s     |
| 4     | Dajana Eitberger Sebastian Bley Max Ewald/Jakob Jannusch    | RC Ilmenau RT Suhl RT Suhl/RRV Sonneberg                             | 53,532 s 55,292 s 56,098 s | +2,021 s     |

Den Meistertitel in der Teamstaffel sicherte sich die Trainingsgruppe Sonnenschein um Natalie Geisenberger, Felix Loch und Tobias Wendl/Tobias Arlt. Alle vier Athleten hatten bereits in ihren jeweiligen Disziplinen den Meistertitel gewinnen können. Das Thüringer Team um Julia Taubitz, Johannes Ludwig und Hannes Orlamünder/Paul Gubitz kam mit einem Rückstand von mehr als acht Zehntelsekunden ins Ziel, mit einem weiteren Rückstand von mehr als fünf Zehntelsekunden folgten Cheyenne Rosenthal, Chris Eißler sowie Robin Geueke/David Gamm auf dem Bronzerang. Vierte wurden Dajana Eitberger, Sebastian Bley und Max Ewald/Jakob Jannusch.